# Haris Mohammed
Haris Mohammed (àrab: حارس محمد)  (Iraq, 3 de març de 1958), nom complet Haris Mohammed Hassan, és un exfutbolista iraquià de la dècada de 1980.
Fou internacional amb la selecció de futbol de l'Iraq amb la qual participà a la Copa del Món de futbol de 1986.
Pel que fa a clubs, destacà a Al-Talaba SC, Al-Shabab SC, Al-Jaish SC, Al-Rasheed SC i Mosul FC.